# أوله هانسون
أوله هانسون (بالإنجليزية: Ole Hanson) (و. 1874 – 1940 م) هو سياسي من الولايات المتحدة الأمريكية .